# حركة القوة الحمراء

علم حركة الهنود الأمريكان

عبرت عبارة «القوة الحمراء»، والتي تُعزى للمؤلف فاين ديلوريا الابن، بشكل شائع عن تنامي الشعور بالهوية القومية الهندية في أواخر ستينيات القرن العشرين بين الهنود الأمريكيين في الولايات المتحدة الأمريكية.
ولقد كان المحفز الرئيسي للقوة الحمراء يتمثل في احتلال السجن الفيدرالي المهجور في جزيرة ألكاتراز في خليج سان فرانسيسكو في العشرين من نوفمبر، 1969. وقد طالبت مجموعة مكونة من 89 هنديًا، معظمهم طلاب جامعيون قالوا عن أنفسهم إنهم "هنود كل القبائل" بالحق في الجزيرة بموجب شروط المعاهدة الأمريكية لعام 1868 مع سيوكس، والتي منحت الهنود الحق في امتلاك أي ممتلكات فيدرالية غير مستغلة موجودة على أي أرضٍ هندية. وقد طالبت المجموعة بتوفير أموال فيدرالية لإنشاء مركز ثقافي وتعليمي متعدد الأنشطة. وقد تمت زيارتهم من خلال مجموعة من النشطاء، وقد حفز ذلك العديد من الأحداث الأخرى. على سبيل المثال، في العام التالي، وفي يوم عيد الشكر عام 1970، قادت حركة الهنود الأمريكان (AIM) أول تظاهرة لها: من خلال طلاء صخرة بلايموث باللون الأحمر واحتلال سفينة ماي فلاور 2 في بوسطن. وعلى مدار عام ونصف بعد ذلك، احتفى فريق مكون من 100 فرد في المتوسط ومجموعة كبيرة من الزوار من قبائل متعددة، باحتلال الجزيرة. ورغم فشل المتظاهرين في نهاية المطاف في تحقيق هدفهم المحدد، إلا أنهم ساعدوا على تحفيز المجتمع الهندي. وقد قال أحد المشاركين، من خلال احتلال ألكاتراز، "استعدنا قيمتنا وفخرنا وكرامتنا وإنسانيتنا.
وفي مقدمة حركة القوة الحمراء كانت تظهر حركة الهنود الأمريكان، التي تم تأسيسها في عام 1968 في مينيابوليس، بولاية مينيسوتا. وقد كان أعضاؤها ينتمون بشكل رئيسي إلى مجتمعات هندية حضرية ويمثلونها، وقد كان قادتها من الشباب والنشطاء. ومثل الفهود السوداء والقبعات البنية، تم تنظيم حركة الهنود الأمريكان في البداية من أجل العمل على الوصول إلى الحقوق المدنية للهنود في المدن. وقد كان أعضاء تلك الحركة يراقبون ممارسات فرض القانون، وكانوا يعملون على إلقاء الضوء على أي تحرش أو وحشية من قبل الشرطة ومنع ذلك. وقد لعبت حركة الهنود الأمريكان بعد فترة وجيزة من إنشائها دورًا كبيرًا في بناء شبكة من المراكز الهندية الحضرية والكنائس والمنظمات الخيرية. وقد ساعدت على إنشاء «دائرة القائد الروحي»، التي كانت تقوم بنشر الأخبار حول أنشطة الاحتجاجات في مختلف أرجاء الدولة. ولقد تمكنت حركة الهنود الأمريكان، التي كانت تمتلك المهارة في جذب وسائل الإعلام، من تحفيز المنظمات المحلية والكتابة عن المشكلات السياسية للهنود الأمريكان.
وفي نفس الوقت، بدأ العديد من الشباب الهنود في العودة إلى الكبار من أهلهم لتعلم الطرق القبلية، بما في ذلك أساليب اللبس التقليدية والممارسات الروحية. وقد أدى النشاط إلى حقب من التغيير بين المجتمعات الهندية الأمريكية، وزيادة الحكم الذاتي على المستوى القبلي.
كما شهدت الستينيات من القرن العشرين كذلك بداية «النهضة الهندية» في الآداب. فقد وصلت كتب جديدة مثل تُوفي كستر بسبب ذنوبك (Custer Died for Your Sins) (1969) للكاتب فاين ديلوريا الابن والكتاب الكلاسيكي الظبي الأسود يتكلم (Black Elk Speaks) (1961)، والذي تمت طباعته من فترة ثلاثينيات القرن الماضي، إلى الملايين من القراء داخل وخارج إطار المجتمعات الهندية. وقد انتشرت كتابات مجموعة متنوعة من الكتاب الهنود والمؤرخون الهنود وكتاب المقالات الهنود بعد تلك النجاحات وبدأت القراءة للكتاب الجدد بشكل واسع النطاق. وقد فاز إن سكوت موماداي بجائزة بوليتزر نظير إحدى رواياته، كما تلقت ليزلي سيلكو الإشادة على أعمالها. واستمرت الأعمال الخيالية وغير الخيالية المتعلقة بالحياة والتقاليد الهندية في جذب قدر كبير من المتابعين. وقد حظي كتاب مؤلفين مثل لويس إردريتش ومايكل دوريس على تقدير متنامٍ نظير أعمالهما. ومنذ أواخر القرن العشرين، تم تعديل روايات شيرمان أليكسي لعرضها في أفلام هي الأخرى.
ومنذ عام 1969 وحتى أطول مسيرة في عام 1978، ألقت حركة القوة الحمراء الضوء على المشكلات من خلال التظاهرات الاجتماعية. وقد كانت تهدف إلى دفع الحكومة الفيدرالية إلى احترام التزاماتها في المعاهدات وتوفير الموارد «المالية والتعليم والإسكان والرعاية الصحية من أجل التخفيف من حدة الفقر». وقد رغبت حركة القوة الحمراء في ألكاتراز في مشاركة الهنود في المؤسسات الاجتماعية، فقد كان لها دور أساسي في دعم تأسيس الكليات الهندية، بالإضافة إلى وضع برامج الدراسات الهندية في المؤسسات الموجودة، وإنشاء المتاحف والمراكز الثقافية للاحتفاء بالمساهمات الهندية.
وقد أنجزت حركة القوة الحمراء العديد من أهدافها بحلول الوقت الذي انخفض فيه مستوى النشاط الاجتماعي في أواخر السبعينيات من القرن العشرين. «ومع بدايات الثمانينيات من نفس القرن، كان قد تم عمل ما يزيد على 100 برنامج للدراسات الهندية في الولايات المتحدة. كما تم افتتاح المتاحف القبلية.»[2] ومن بين أبرز المراكز الثقافية المتحف القومي الأمريكي الهندي (NMAI)، الذي اعتمده الكونغرس الأمريكي في عام 1989 وتم افتتاحه في المول في واشنطن العاصمة في عام 2004. كما أن له فرعًا كذلك في مركز الجمارك في الولايات المتحدة، في باولينغ غرين في مانهاتن السفلى.
وقد أصبحت حقوق السكان الأصليين موضوعًا دوليًا، مع ظهور مجموعات النشطاء في العديد من الدول. وقد اعترفت الأمم المتحدة بشكل رسمي بحركة حقوق السكان الأصليين الدولية.

## كتابات أخرى
- Paul Chaat Smith and Robert Allen Warrior. (1996) Like a Hurricane: The Indian Movement from Alcatraz to Wounded Knee. New York: The New Press.